# Gloria Jean's Coffees
Gloria Jean's Coffees es una marca minorista de cafeterías estadounidense-australiana con sede en Castle Hill, Sídney. La cadena es propiedad del conglomerado multinacional de restaurantes fast casual Retail Food Group y tiene más de 599 tiendas en 40 países, incluidas más de 140 en Australia.

## Historia

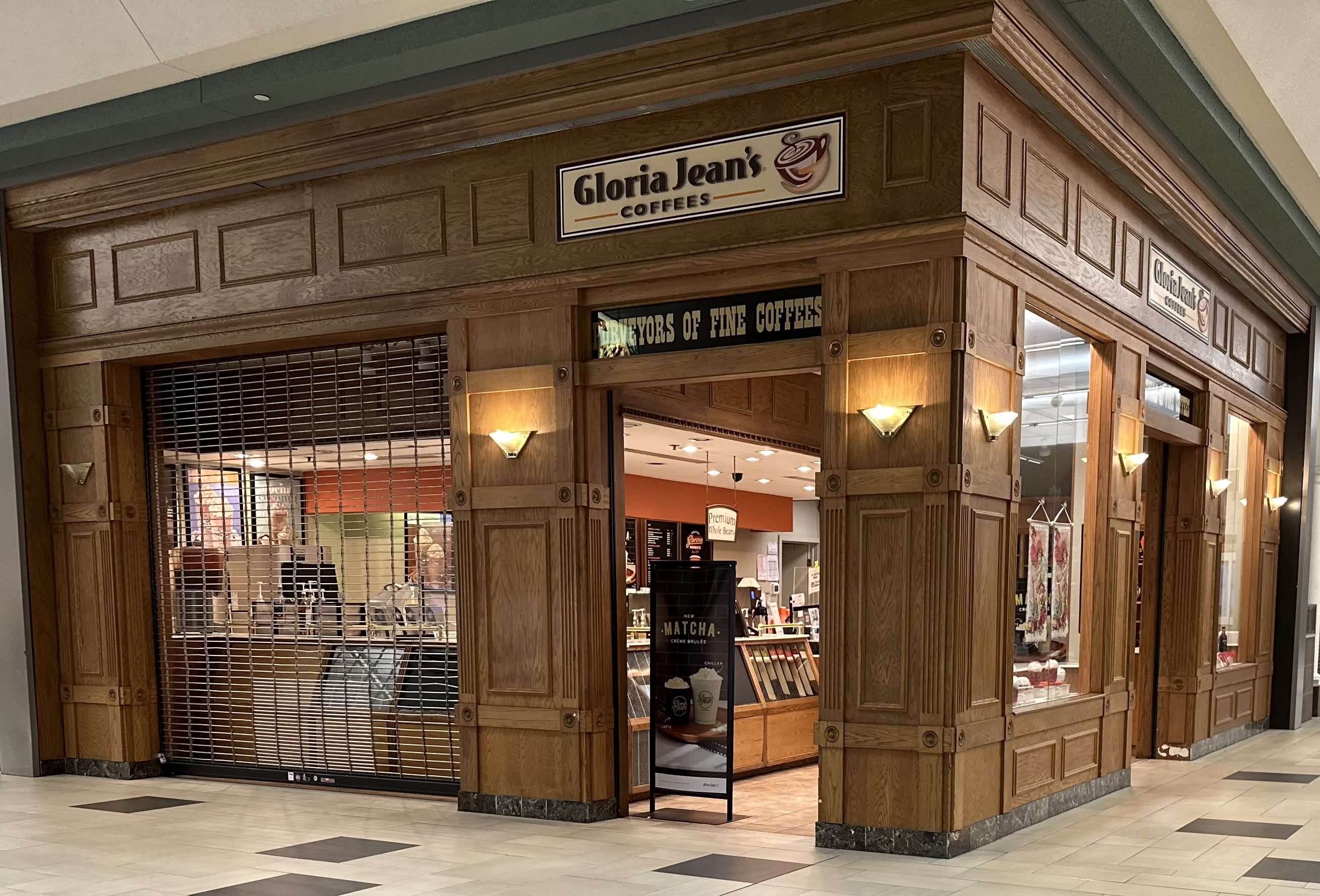
Gloria Jean's Coffees en el centro comercial Rivergate de Goodlettsville, Tennessee.

Gloria Jean's Coffees fue fundada por Gloria Jean Kvetko en Long Grove, un pequeño pueblo en las afueras de Chicago, Estados Unidos, en 1979. La marca comenzó como una pequeña cafetería y tienda de regalos en el área de Chicago y creció a más de 50 ubicaciones en los Estados Unidos después de que la cadena Coffee People comprara los derechos de franquicia.

### Expansión internacional (1995-2009)
En 1995, Nabi Saleh y Peter Irvine, ex director general de la agencia de publicidad DDB Needham, fundaron Gloria Jean's Coffees Australia y adquirieron los derechos de franquicia de Gloria Jean's Coffees en Australia del propietario Coffee People.
A finales de 1996, Gloria Jean's Coffees Australia abrió su primera cafetería Gloria Jean's en el centro comercial Westfield Miranda, Sídney, y dos semanas después otra en el centro comercial Westfield Eastgardens, también en Sídney.

### Consolidación (2009-presente)
Gloria Jean's Coffees International compró los derechos de franquicia de Gloria Jean's en Estados Unidos y Puerto Rico a Diedrich Coffee en 2009, otorgando a la compañía derechos exclusivos de franquicia a nivel mundial. Como parte del acuerdo, Diedrich retuvo los derechos para utilizar la marca Gloria Jean's en Norteamérica para operaciones de venta mayorista de café y cápsulas de café Keurig.
En 2013, Yellow Pages Singapore anunció que compraría las operaciones australianas e internacionales de Gloria Jean's en un acuerdo de 35,6 millones de dólares australianos. Yellow Pages Singapore se retiró más tarde del acuerdo y en 2014 Gloria Jean's fue comprada por Retail Food Group por 163,5 millones de dólares.

## Controversias

### Contenido de azúcar y grasa
En 2009, Gloria Jean's fue criticada por el contenido de azúcar y grasa de algunos de sus productos. El análisis de un 'Gloria Jean's Mocha Chiller Coco Loco' normal reveló que contenía 95,5 gramos (3,4 oz) de azúcar, que es el 106 por ciento de la ingesta diaria recomendada para un adulto. También han sido criticados por no proporcionar información nutricional a sus clientes. Gloria Jean's ahora proporciona información sobre ingredientes y nutrición.

### Pago insuficiente de salarios
En febrero de 2014, una franquicia de Gloria Jean's en el suburbio de Caulfield en Melbourne recibió una multa de 110.000 dólares por pagar menos al personal tras una investigación realizada por el Defensor del Pueblo para el Trabajo Justo que encontró que a 22 trabajadores se les pagaba tan solo 8 dólares por hora (o alrededor de la mitad del salario mínimo).